# Wonder Woman (pel·lícula)
Wonder Woman és una pel·lícula estatunidenca de superherois dirigida per Patty Jenkins que va ser estrenada l'any 2017. Aquesta pel·lícula ha estat doblada i subtitulada al català.
El personatge de Wonder Woman creat per William Moulton Marston l'any 1941 ja havia estat adaptat a la televisió a The New Adventures of Wonder Woman (1977 - 1979), però es va tractar de la primera adaptació cinematogràfica en imatge real totalment consagrada del personatge, després de la seva aparició a Batman contra Superman: L'alba de la justícia estrenada l'any 2016.
Escrit per Allan Heinberg, Zack Snyder i Geoff Johns i interpretat per Gal Gadot i Chris Pine, el film tracta de l'arribada de la guerrera amazona Wonder Woman al món dels homes en el transcurs de la Primera Guerra Mundial per salvar les poblacions de les manipulacions del déu grec de la guerra, Arès. Gal Gadot interpreta la princesa Diana, també coneguda com a Wonder Woman, una guerrera amazona educada en una illa aïllada de la civilització humana que troba accidentalment un oficial americà anomenat Steve Trevor, encarnat per Chris Pine, del qual caurà enamorada i que la portarà al front occidental en la Primera Guerra Mundial per enfrontar-se al déu Ares i així posar fi al conflicte.
Durant la seva explotació, el film bat diversos rècords. En principi, per al seu primer cap de setmana d'explotació, el film recol·lecta més de 200 milions de dòlars de recaptacions. Wonder Woman esdevé des de llavors el més gran èxit comercial en el seu primer cap de setmana d'obertura per a un film dirigit per una dona, avançant així Cinquanta ombres d'en Grey amb una recaptació de 85 milions de dòlars. Segon, després de quatre setmanes d'explotació als Estats Units, el film recull 346,6 milions de dòlars i supera així els resultats obtinguts per Batman contra Superman: L'alba de la justícia en dotze setmanes (330 milions de dòlars), L'esquadró suïcida en catorze setmanes (per a 325 milions de dòlars) i Man of Steel en catorze setmanes (amb 291 milions de dòlars) i puja doncs a la primera plaça del més gran èxit de l'univers cinematogràfic de DC Comics i a la tercera per a les adaptacions de les bandes dibuixades de DC Entertainment.
En total, el film acumula 800 milions de dòlars de recaptacions, esdevenint el film la 5a millor arrencada de l'any 2017, i la 17a millor arrencada d'una franquícia de tots els temps.
És igualment elegit al lloc dels millors films de superherois de tots els temps pel lloc de crítics Rotten Tomatoes, amb més de 92% de crítiques positives i una nota de 7,5 sobre 10.

## Argument
Viu a París, i on treballa, el museu del Louvre, Wonder Woman rep de part de Bruce Wayne una fotografia mostrant-la al front en la Primera Guerra Mundial al costat de Steve Trevor i els seus amics. Rememora llavors la seva joventut a l'illa de Themyscira, entre les Amazones, que ha abandonat per afrontar Ares, el déu de la guerra, i esdevenir Wonder Woman.

## Repartiment
- Gal Gadot: Diana Prince (Wonder Woman)
- Chris Pine: Steve Trevor
- Connie Nielsen: Hippolyte
- Robin Wright: Antiope
- David Thewlis: Arès / Sir Patrick Morgan
- Danny Huston: General Ludendorff
- Elena Anaya: Isabel Maru, alias « Dr. Verí »
- Ewen Bremner: Charlie
- Lucy Davis: Etta Candy
- Lisa Loven Kongsli: Menalippe
- Saïd Taghmaoui: Sameer
- Eugene Brave Rock: Cap
- Lilly Aspell: Diana (amb 8 anys)
- Emily Carey: Diana (amb 12 anys)
- Doutzen Kroes: Venelia
- James Cosmo: Field Marshal Haig

Fotos dels actors
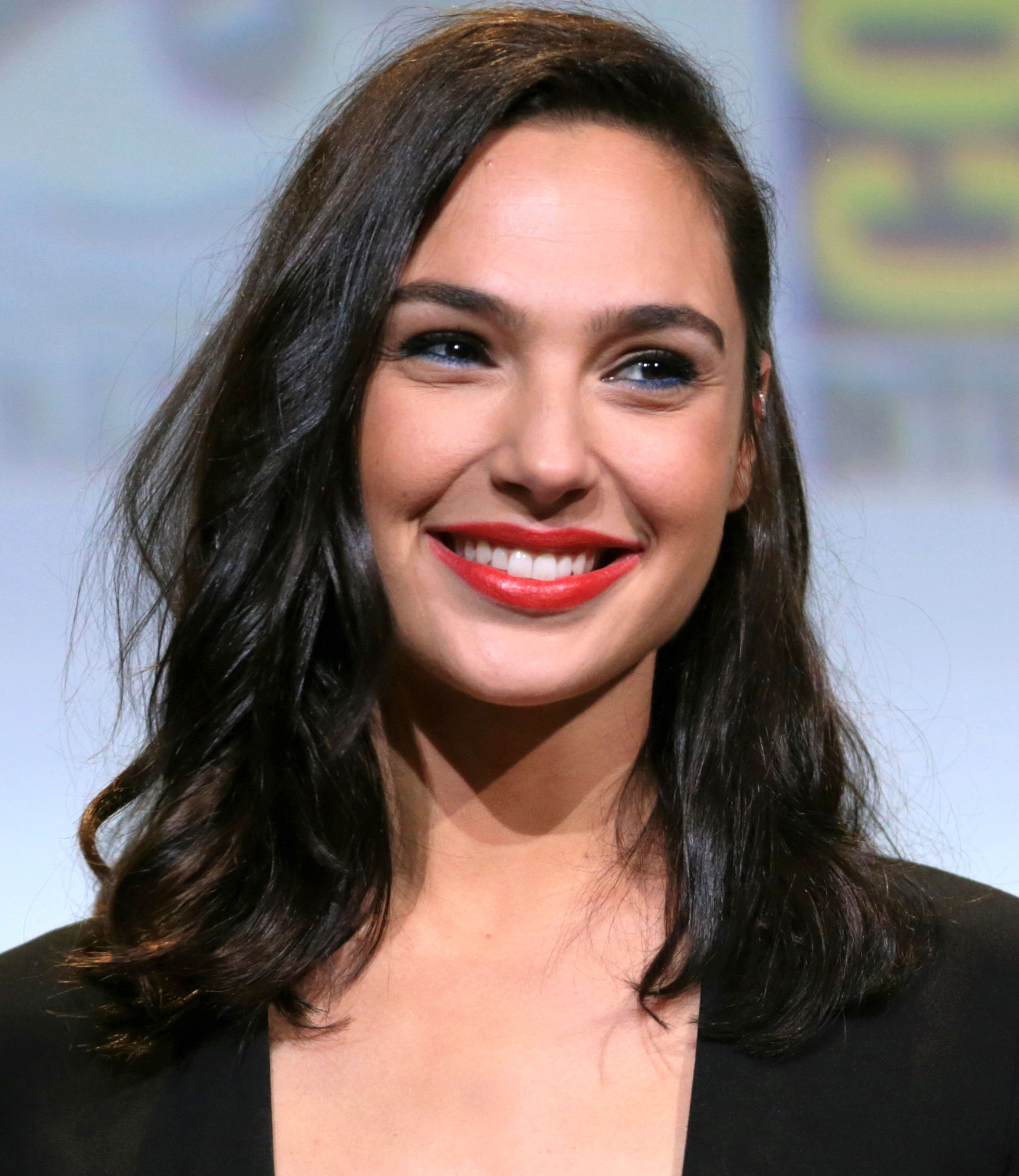
Gal Gadot al paper de Wonder Woman/Diana Prince.
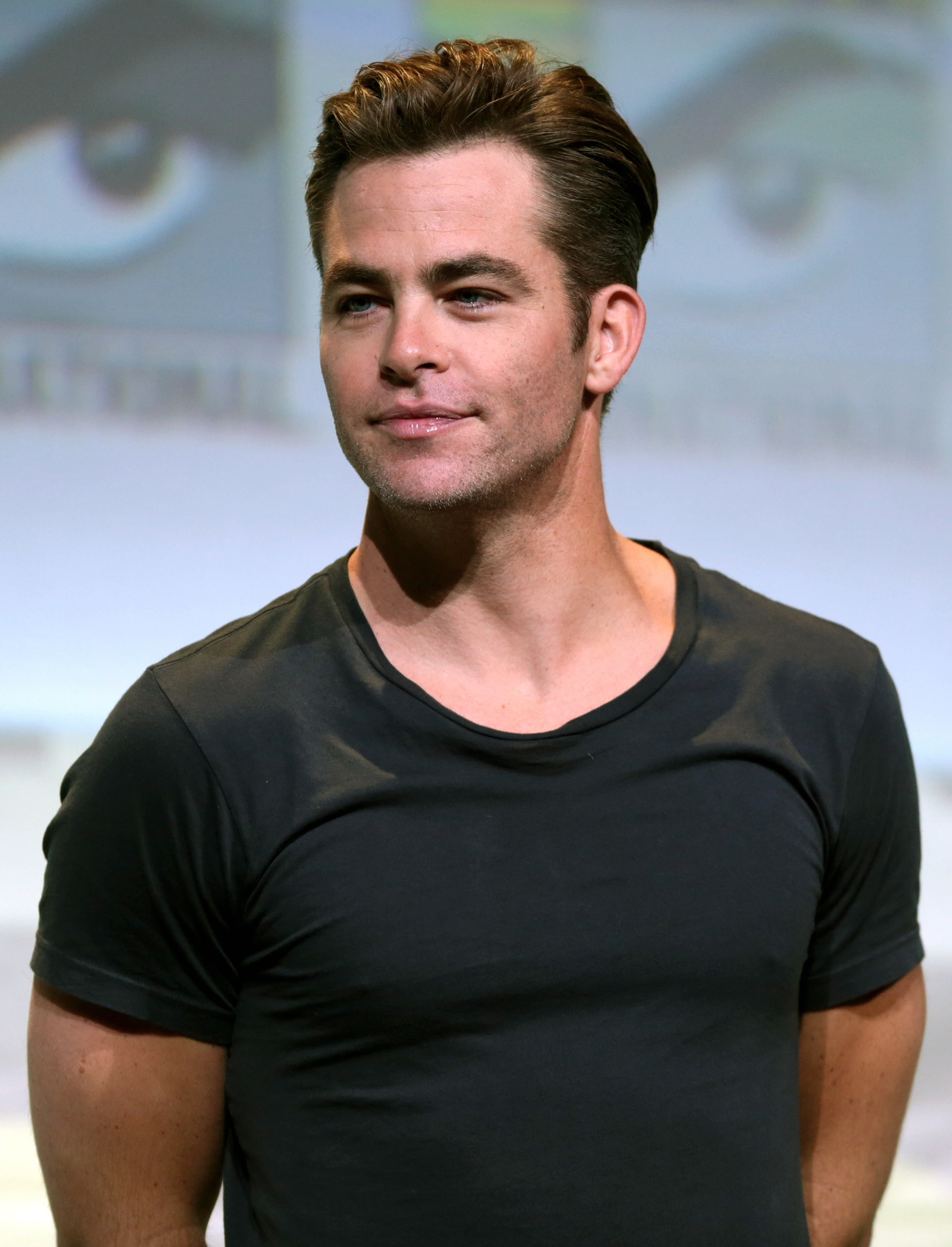
Chris Pine al paper de Steve Trevor.
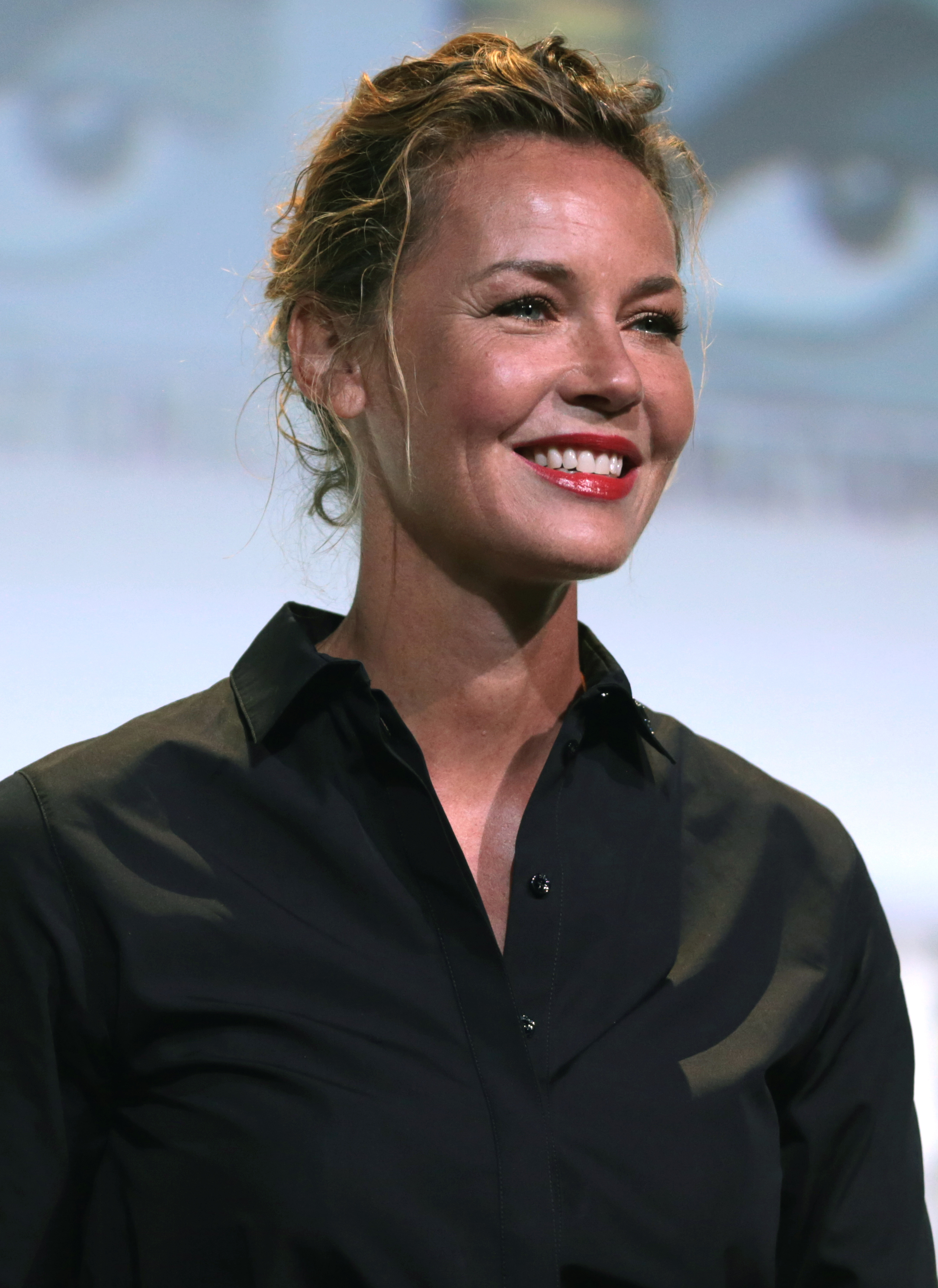
Connie Nielsen al paper de Hippolyte.
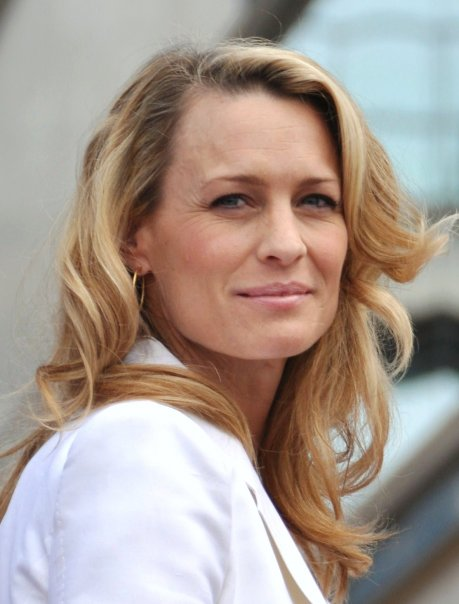
Robin Wright al paper d'Antiope.
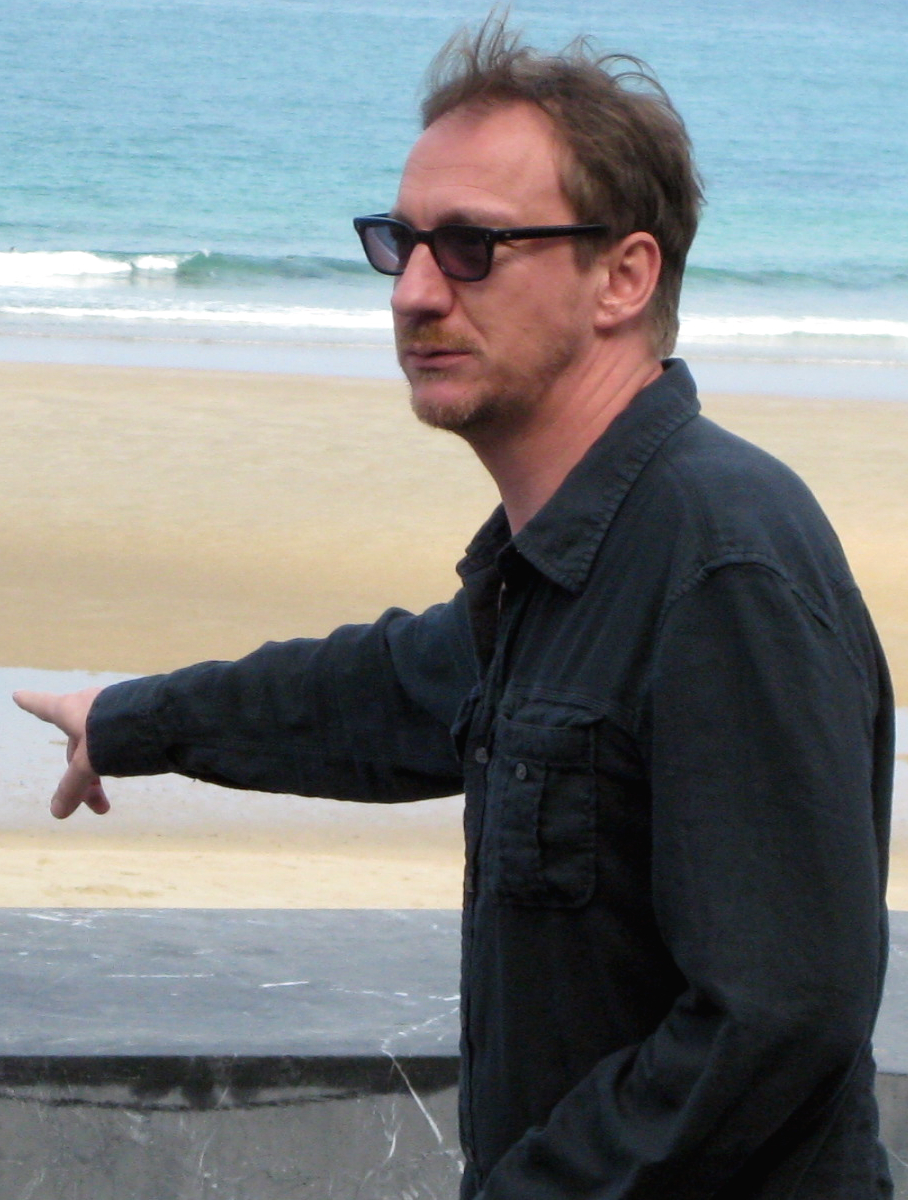
David Thewlis al paper d'Arès/Sir Patrick.
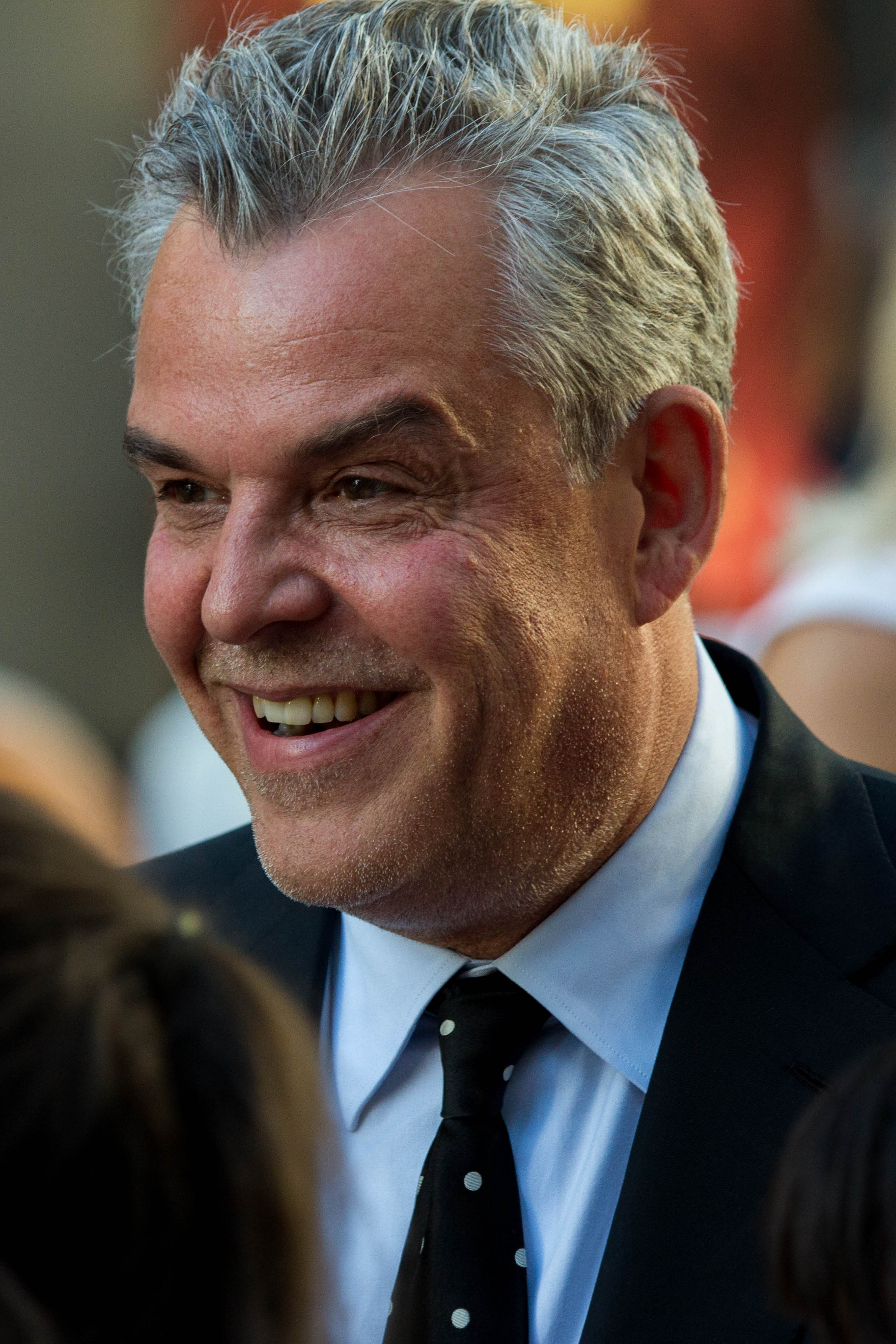
Danny Huston al paper d'Erich Ludendorff.
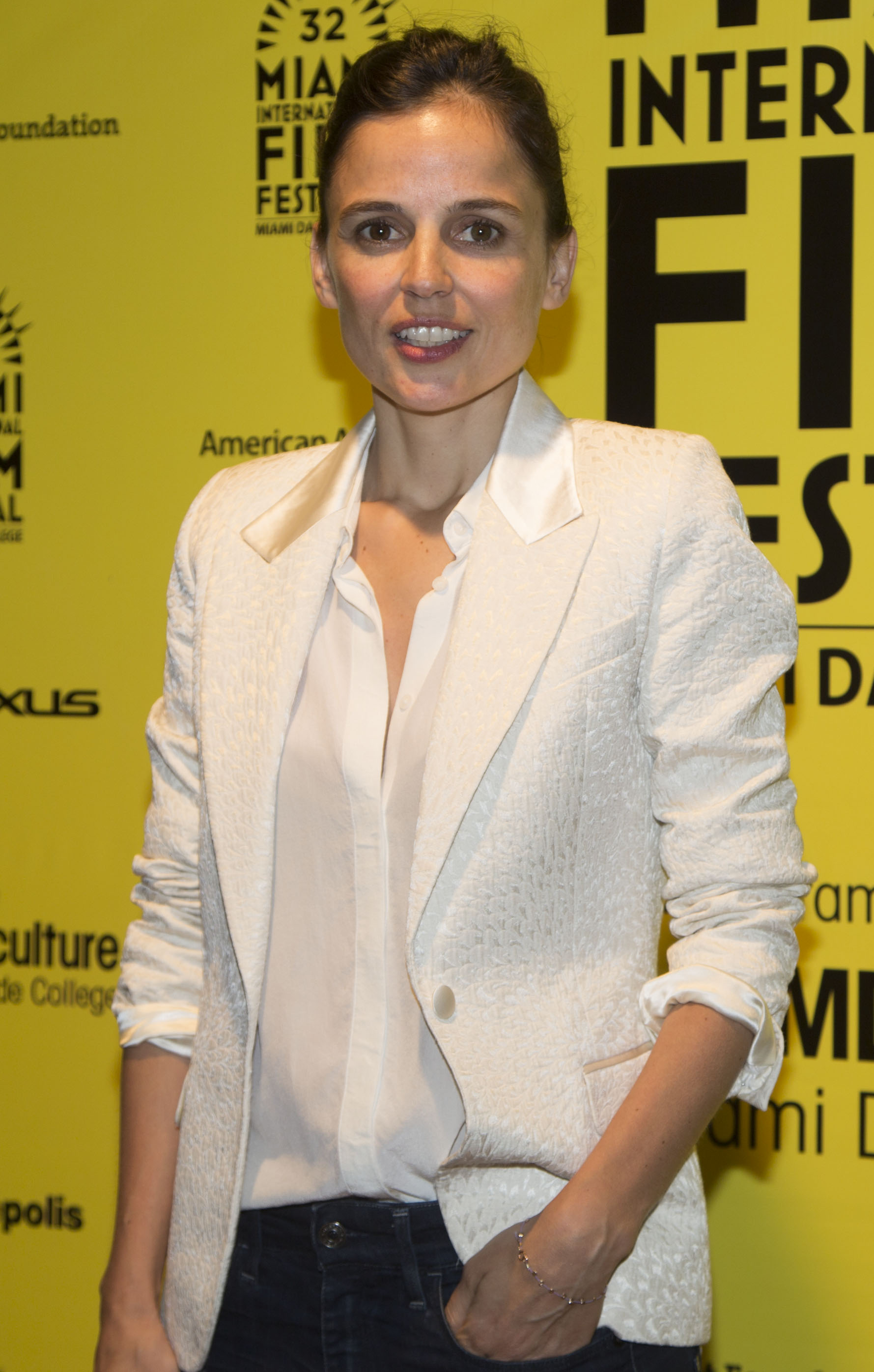
Elena Anaya al paper d'Isabel «Dr Verí» Maru.
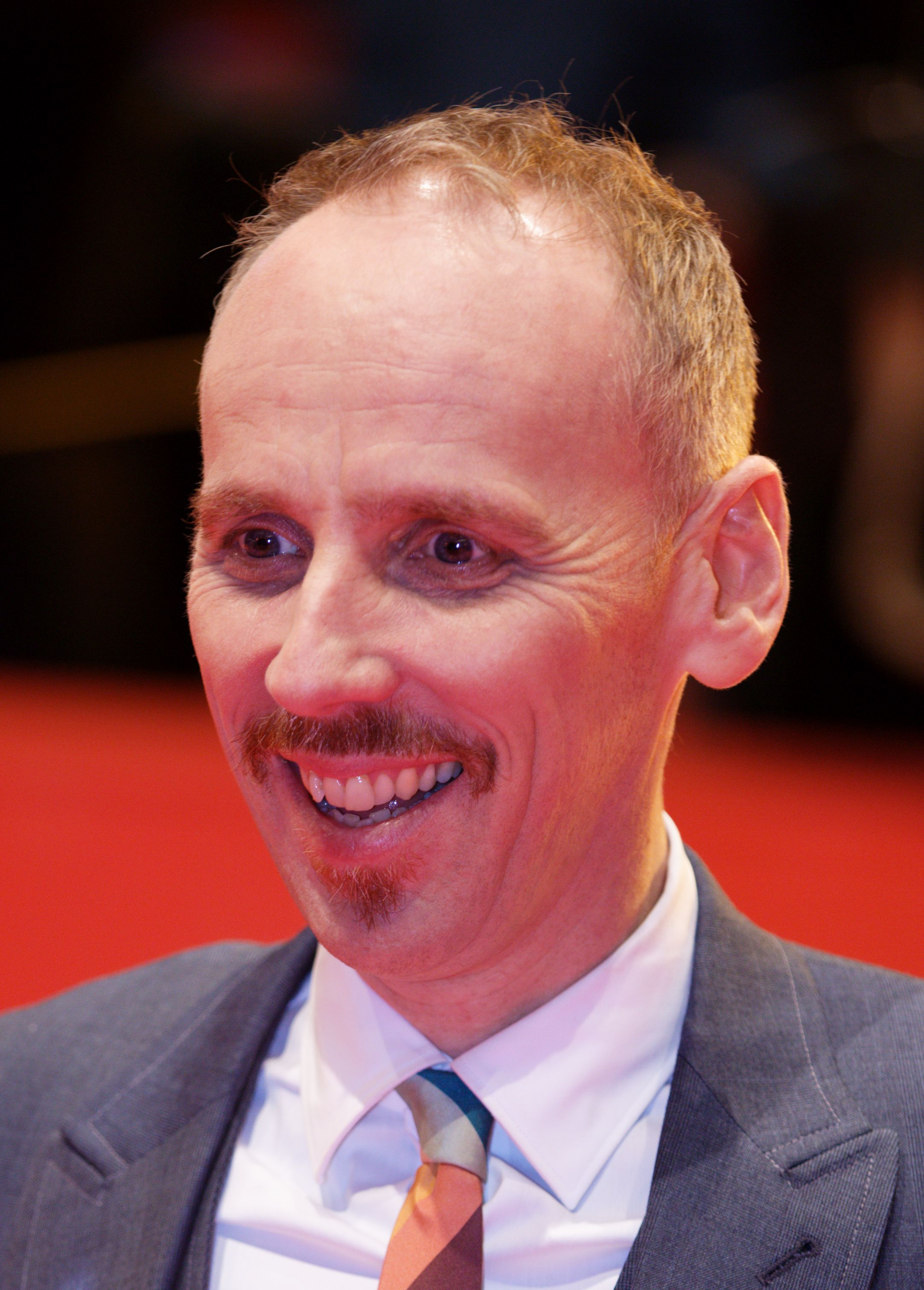
Ewen Bremner al paper de Charlie.
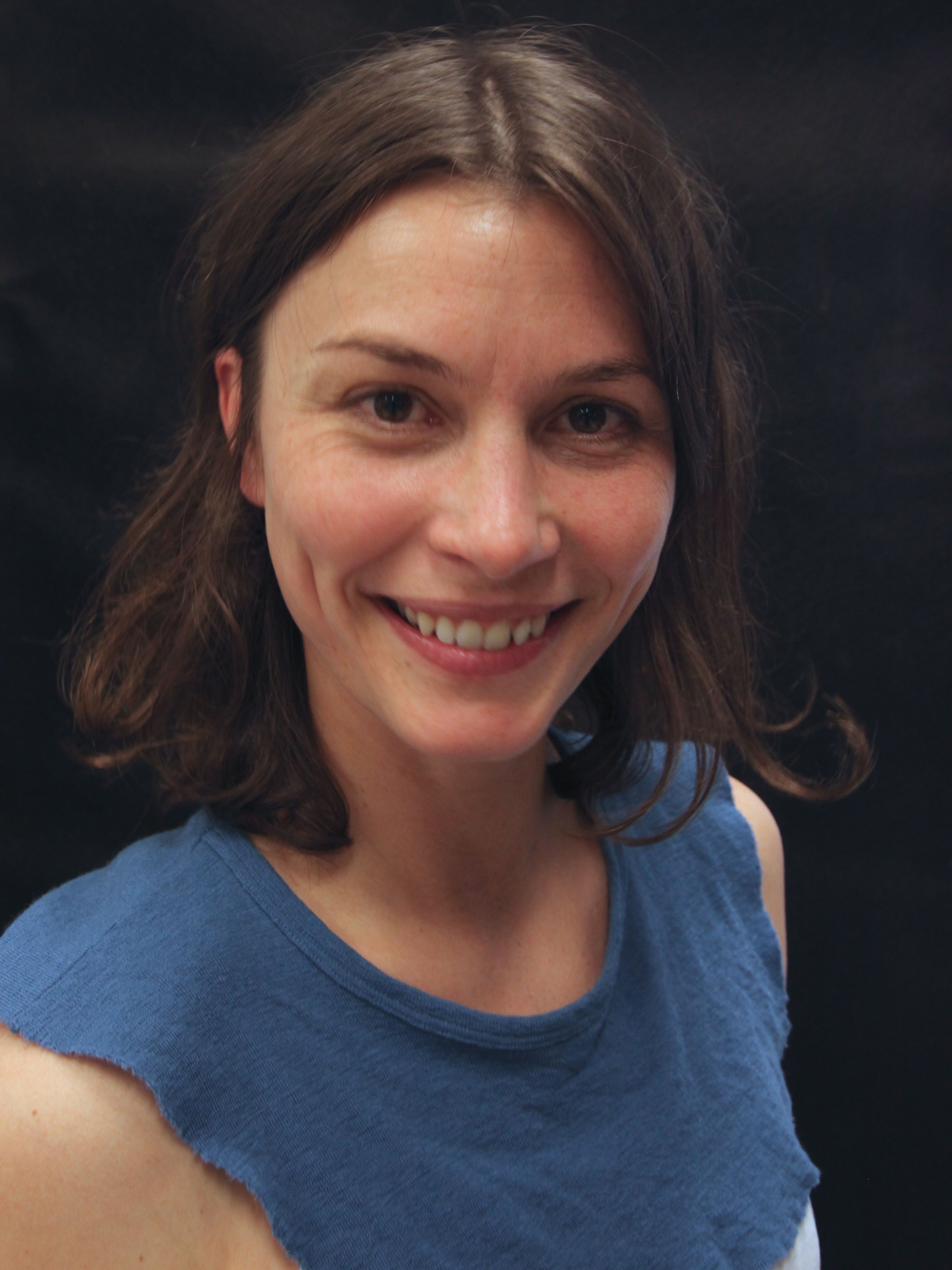
Lisa Loven Kongsli al paper de Menalippe.
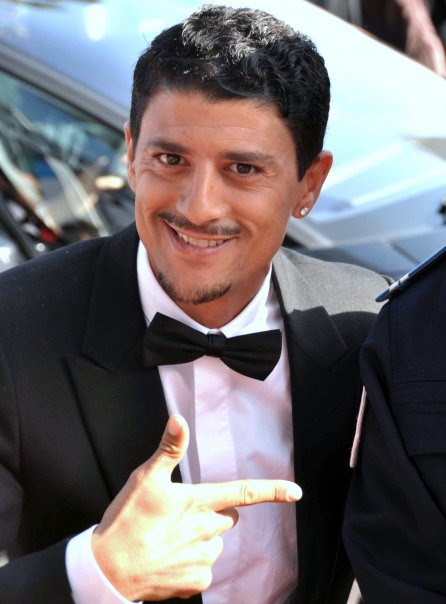
Saïd Taghmaoui al paper de Sameer.
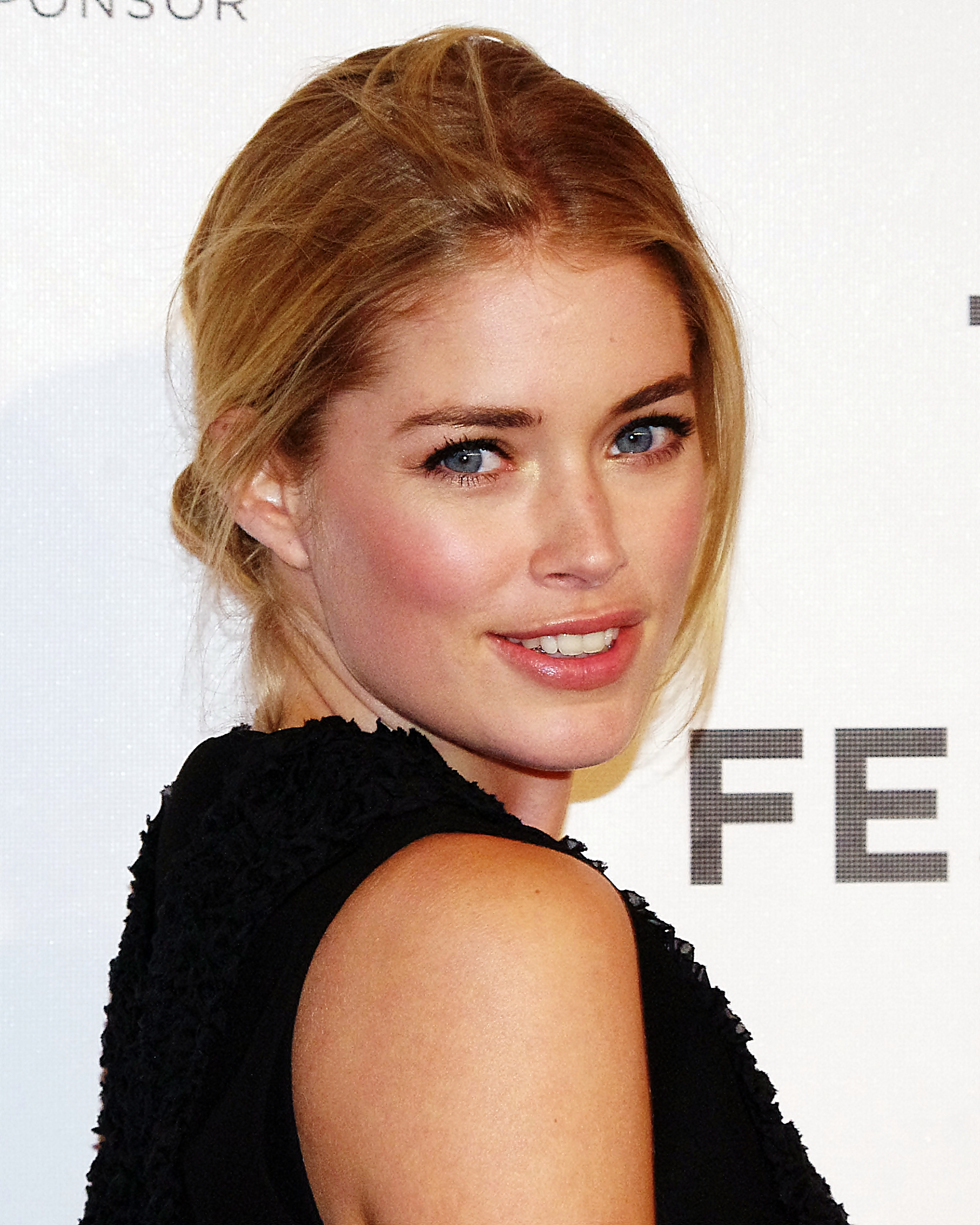
Doutzen Kroes al paper de Venelia.
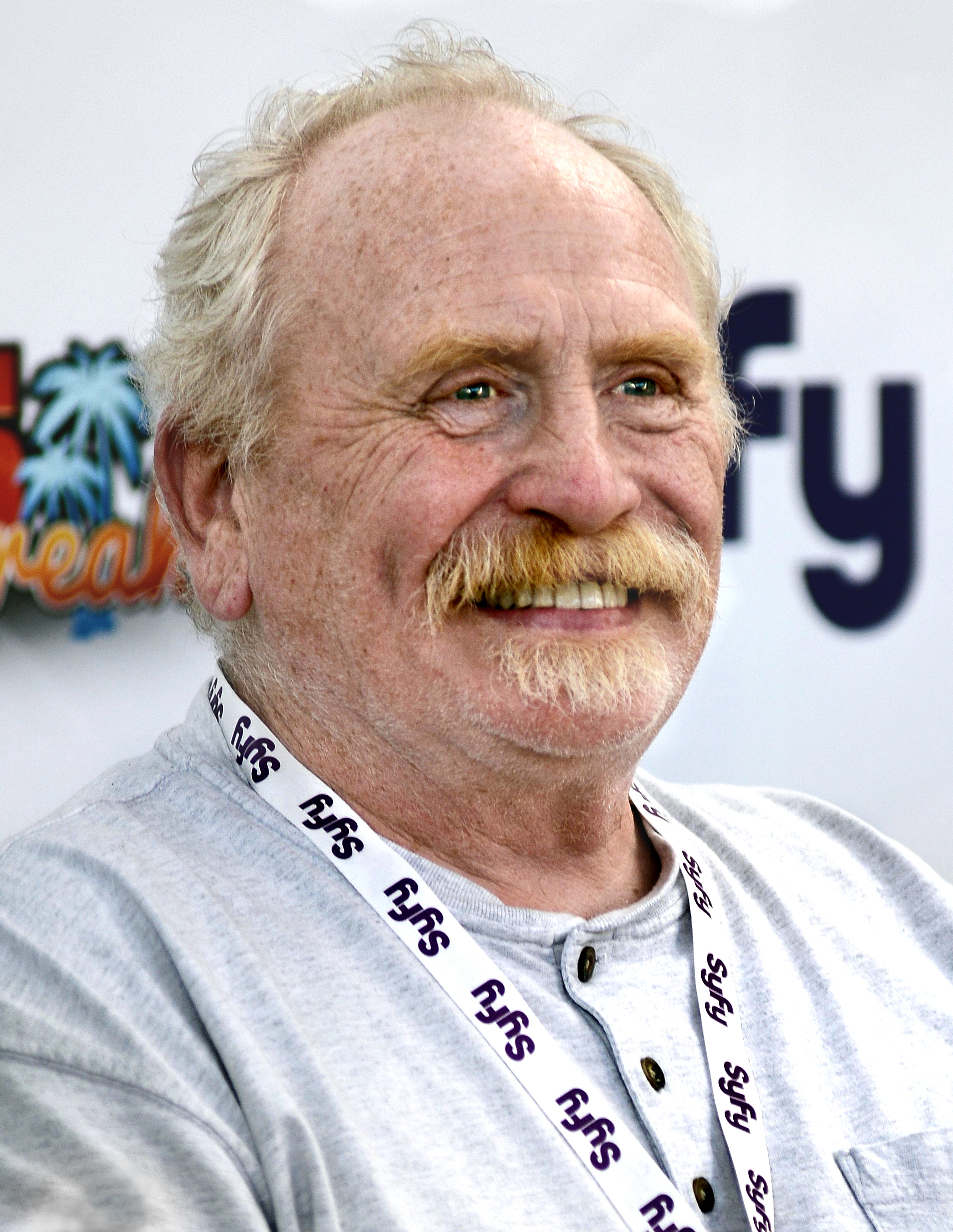
James Cosmo al paper de Field Marshal Haig.

## Producció

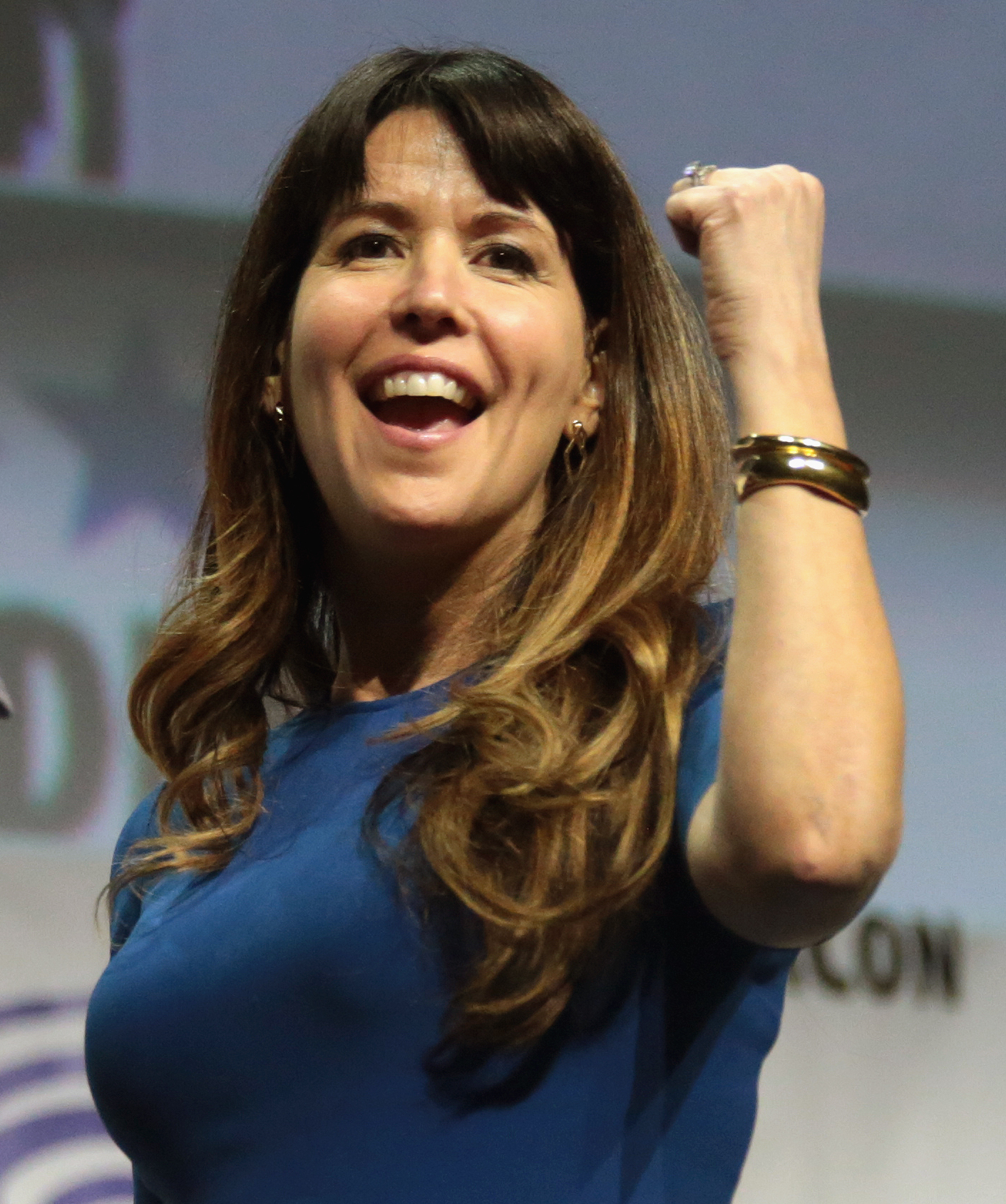
Patty Jenkins l'any 2017.

### Desenvolupament
La voluntat de realitzar un film sobre Wonder Woman ve de 1996. El director llavors responsable del film era Ivan Reitman, que havia de ser acompanyat pels guionistes Todd Alcott, anunciat l'any 2001 i Laeta Kalogridis anunciada l'any 2003. L'any 2005, el projecte és confiat a Joss Whedon però aquest decideix de no realitzar el film l'any 2007 a causa de profunds desacords amb la productora Silver Pictures sobre la història que havia de narrar el film.
El juliol de 2014, durant la Comic-Con de San Diego, la societat Warner Bros. anuncia una multitud de projectes en desenvolupament fins al 2020 per al seu univers cinematogràfic. El calendari proporcionat pels productors inclou una sortida per al film Wonder Woman el 23 de juny de 2017. Al mes de novembre del mateix any, la directora Michelle MacLaren és contractada per la societat de producció per realitzar el film. No obstant això, l'abril de 2015, decideix abandonar aquest projecte, d'altra banda sense guió ni data d'estrena oficial. En efecte, la directora, a més de no ser prou experimentada en la realització de llargmetratges, sinó en sèries de televisió, desitjava integrar escenes d'accions fenomenals contra el parer dels productors Finalment, és immediatament reemplaçada per Patty Jenkins.
Entorn bonic, natural que les amazones el protegeixen com l'entorn les protegeix i ha utilitzat les cavitats naturals com cases per a les guerreres. A continuació ha afegit elements de decorats artificials per contrastar amb les formes naturals i donar una barreja moderna semblant als decorats grecs. A més, el quadre present a la cambra de la princesa Diana està inspirat en el quadre de Boticelli, El naixement de Venus perquè presagia el destí de combatent de la princesa. Durant el rodatge del film, les actrius Gal Gadot i Connie Nielsen han hagut de seguir una preparació física i alimentària intensiva durant sis mesos. Així, seguien entrenaments diaris de 
| « | dues hores de gimnàstica, dues hores de coreografia de combat i dues hores de cavall | » |

, o sigui sis hores en total. La productora Warner Bros. d'altra banda ha reclutat esportistes per ocupar els papers de les amazones al costat de Gal Gadot, com els atletes Jenny Pacey i Moe Sasegbon i l'antiga boxejadora tailandesa Madeleine Vall. Gal Gadot evoca també escenes difícils de rodar, sobretot a Anglaterra, durant la nit, on només anava vestida de la seva disfressa de Wonder Woman, cobrint molt poca superfície mentre començava a ploure i els ventiladors giraven cap a ella. A finals de maig de 2016, l'equip del rodatge es desplaça a París per rodar les escenes al museu del Louvre.

### Guió
Joss Whedon, originalment previst per dirigir Wonder Woman, comença a escriure el guió l'any 2005. Però segons ell, ja que l' 'estudi no para d'imposar canvis i que els guionistes es troben sepultats per acumulació de desenvolupaments', decideix abandonar el projecte. És reemplaçat per Matthew Jennison i Brent Strickland, dos guionistes poc experimentats però els escrits dels quals agraden als productors. Més tard, els mitjans de comunicació revelen el contingut del guió de Joss Whedon que jutgen sexista, ja que conté estereotips. El desembre de 2014, el guionista Jason Fuchs és contractat per la Warner Bros. per escriure un guió amb l'ajut de la realitzadora Michelle MacLaren però és reemplaçat el juliol de 2016 per Zack Snyder, Allan Heinberg i Geoff Johns.

### Repartiment dels papers
El desembre 2013, Warner Bros. fitxa Gal Gadot per interpretar Wonder Woman tres vegades, en principi a Batman v Superman: Dawn of Justice (2016) a continuació a Wonder Woman (2017) i finalment a Justice League (2017).
El juliol de 2015, Chris Pine signa un contracte amb Warner Bros. per interpretar el soldat americà Steve Trevor aliat de Wonder Woman al film homòmin i a les seves continuacions. En cas de l'obtenció d'aquest paper, l'actor declara: « El que m'excita més és rodar un film amb una dona súper-heroi. Amb una dona al paper principal. Faig equip amb aquesta dona intel·ligent, bonica i forta per destruir malvats i salvar la humanitat ».

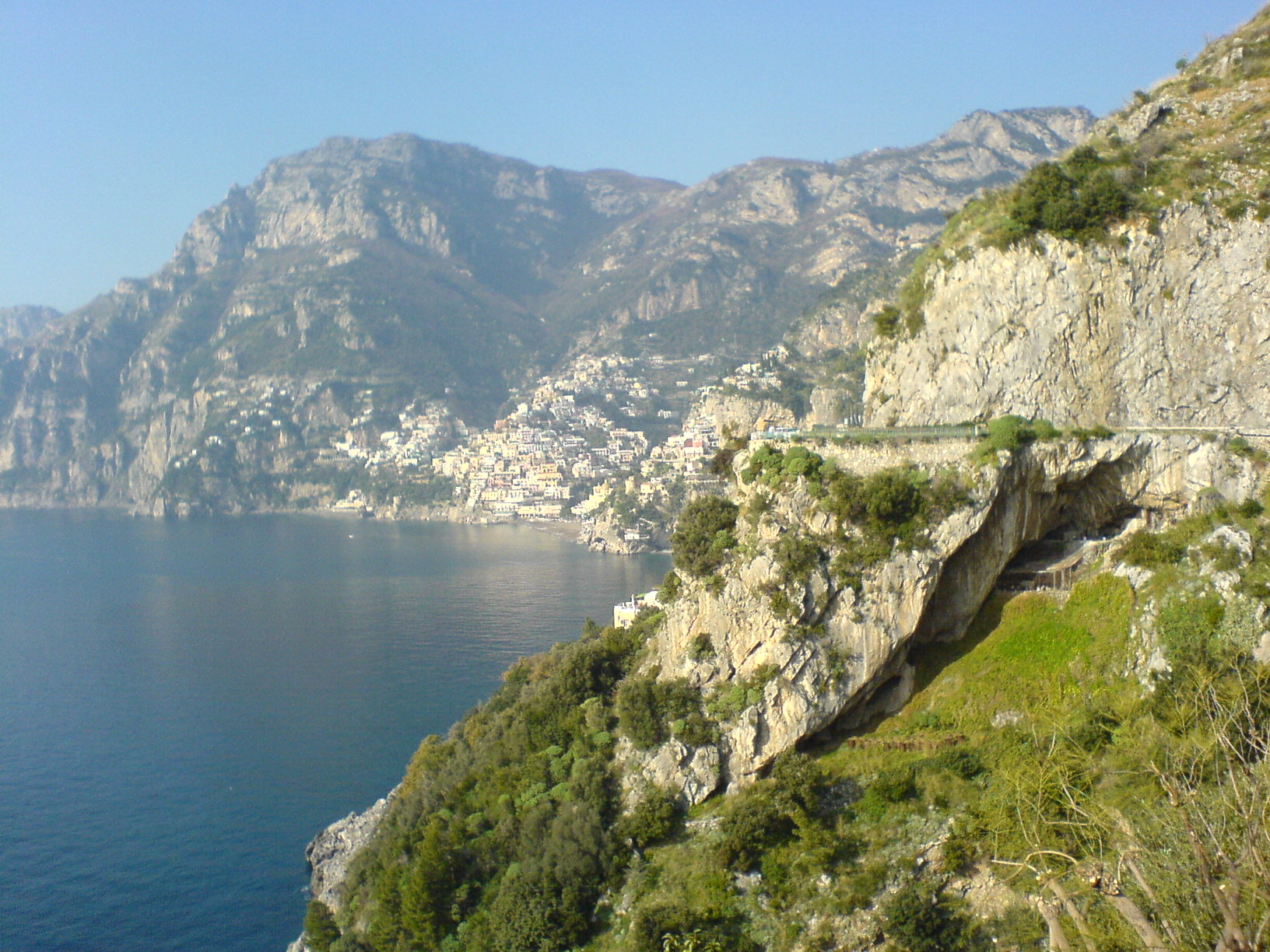
La costa del municipi d'Amalfi a Itàlia serveix de lloc de rodatge per a l'illa de Themiscyra.

El 21 de novembre de 2015, un comunicat de Warner Bros. descobreix set nous actors per al film: Robin Wright, Danny Huston, David Thewlis, Ewen Bremner, Saïd Taghmaoui, Elena Anaya i Lucy Davis sense precisar els seus papers. El paper de David Thewlis es coneix l'abril de 2017, ha d'encarnar Arès. Pel que fa a Elena Anaya, ha d'interpretar la doctora Verí. El gener de 2016, Connie Nielsen s'uneix al repartiment per encarnar Hipolite, la mare de la príncessa Diana.

### Rodatge
El rodatge del film comença el novembre de 2015 al Regne Unit. La directora del film, Patty Jenkins, declara que el rodatge hauria de tenir lloc al Regne Unit, a Itàlia i a França.
L'illa de Thémiscyra, on viuen les amazones, ha estat concebuda a Itàlia on les escenes han estat filmades l'abril de 2016. Els decorats per a l'illa són la costa del municipi d'Amalfi, la costa de Cilento, la ciutat de Craco, la ciutat de Vieste al Gargano i la de Castel del Monte.
El rodatge s'acaba finalment el 10 de maig de 2016 i haurà calgut la presència de més de dos mil tècnics. Però el novembre de 2016, el film necessita el rodatge d'escenes addicionals en els estudis de Warner Bros. a Leavesden mentre l'actriu principal està embarassada de cinc mesos. Aleshores ha decidit aplicar una fulla verda sobre el ventre per poder esborrar el seu embaràs en la postproducció per l'efecte dels efectes especials.